# Diagnostic : Meurtre
Pour les articles homonymes, voir Diagnostic.
Diagnostic : Meurtre ou Mort suspecte (Diagnosis Murder) est une série télévisée américaine contenant 178 épisodes de 42 minutes, créée par Joyce Burditt et diffusée entre le 29 octobre 1993 et le 11 mai 2001 sur le réseau CBS.
En France, la série a été diffusée sous le titre Diagnosis Murder à partir du 12 mai 2000 lors des Screenings de Série Club. Rediffusion à partir du 3 septembre 2001 sur France 2, puis sur TF6. Au Québec, elle a été diffusée à partir d'octobre 2004 sur Mystère et rediffusée sur la chaîne Prise 2, en Suisse sur TSR1 et en Belgique sur Club RTL.

## Synopsis
Le docteur Mark Sloan aide un service de police à résoudre des enquêtes criminelles, en tant que consultant. Son fils Steve Sloan, policier très compétent, lui demande un coup de main pour résoudre les affaires difficiles.
Mark travaille au Community General Hospital de Los Angeles avec Amanda Livingstone, puis Bentley, qui est une de ses amies, et sur qui il peut compter pour résoudre les enquêtes. Pendant les deux premières saisons, Jack Stewart assiste Mark, Steve et Amanda puis décide de partir exercer dans le Colorado. À partir de la troisième saison, Jesse Travis prend la relève.

## Distribution
- Dick Van Dyke (VF : Marc Cassot) : Dr Mark Sloan
- Barry Van Dyke (VF : Nicolas Marié) : Steve Sloan
- Victoria Rowell (VF : Sophie Baranes) : Amanda Bentley
- Charlie Schlatter (VF : Stéphane Marais) : Jesse Travis (saisons 3 à 8)
- Scott Baio (VF : Éric Missoffe) : Jack Stewart (saison 1 et 2)
- Shane Van Dyke (VF : Fabrice Nemo) : Alex Smith
- Michael Tucci (en) (VF : Christian Peythieu) : Norman Briggs
- Kim Little : Susan Hilliard
- Joanna Cassidy (VF : Anne Kerylen) : Dr Beverly Wesley
- Delores Hall (en) (VF : Sophie Lepanse) : infirmière Delores Mitchell

### Guest Stars le temps de quelques épisodes
- Andy Griffith : Benjamin Matlock (saison 4, épisodes 15 et 16)
- Mike Connors : Joe Mannix (saison 4 épisode 17)
- Billy Ray Cyrus : lui-même (saison 4 épisode 18)
- Angie Dickinson : Capt. Cynthia Pike (saison 5 épisode 1)
- Cliff De Young : Lyle Guthrie (saison 5, épisodes 7 et 8)
- Fred Dryer : Chef Masters (saison 5, épisodes 13 et 14)
- Walter Koenig : Quinn Trask (saison 6 épisode 6)
- Stephen J. Cannell : Jackson Burley (saison 6 épisodes 19 et 20)
- Cristine Rose : Sarah Prince (saison 7, épisode 15)
- Carey Van Dyke : rôles divers, 6 épisodes

 Source et légende : version française (VF) sur RS Doublage

## Épisodes

### Pilote (1991)
Le backdoor pilot a été diffusé dans la série La loi est la loi (Jake and the Fatman) en tant que 18e épisode de la quatrième saison : Régime détective (It Never Entered My Mind).

### Téléfilms (1992-1993)
1. Diagnostic : meurtre (Diagnosis of Murder)
2. Les gants de la mort (The House on Sycamore Street)
3. Tenue de soirée de rigueur (A Twist of the Knife)

### Première saison (1993-1994)
1. Guérison miracle (Miracle Cure)
2. Amnésie (Amnesia)
3. Meurtre au Téléthon (Murder at the Telethon)
4. Héritage morbide (Inheritance of Death)
5. L'homme qui valait 13 millions (The 13 Million Dollar Man)
6. Le Complot : Partie 1 (Vanishing Act: Part 1)
7. Le Complot : Partie 2 (Vanishing Act: Part 2)
8. La Chanson de Shanda (Shanda's Song)
9. Un cadavre agité (The Restless Remains)
10. La Clé mystère (Murder with Mirrors)
11. Danse avec la mort (Flashdance with Death)
12. Souvenirs d'université (Reunion with Murder)
13. Lily (Lily)
14. L'Ange gardien (Guardian Angel)
15. Nirvana (Nirvana)
16. Mystère à la morgue (Broadcast Blues)
17. Séisme (Shaker)
18. La Peste (The Plague)
19. Meurtre au couvent (Sister Michael Wants You)

### Deuxième saison (1994-1995)
1. Contrôle meurtrier (Many Happy Returns)
2. Funèbres Funérailles (A Very Fatal Funeral)
3. Histoires de cœurs (Woman Trouble)
4. Le Mal-aimé (The Busy Body)
5. Quatre divorces, un enterrement (My Four Husbands)
6. Meurtre en liquide (Murder Most Vial)
7. Appelez-moi Johnson (You Can Call Me Johnson)
8. Affaires de familles (Georgia on My Mind)
9. Le Dernier Rire : Partie 1 (The Last Laugh: Part 1)
10. Le Dernier Rire : Partie 2 (The Last Laugh: Part 2)
11. Meurtre par fumigation (Death By Extermination)
12. Une victoire amère (Standing Eight Count)
13. La Balade du vampire (The Bela Lugosi Blues)
14. Sitcom à l'hôpital (The New Healers)
15. Épidémies de suicides au club (Call Me Incontestible)
16. Un prêté pour un rendu (A Blast From the Past)
17. Coup de sang (Playing for Keeps)
18. Plage meurtrière (Sea No Evil)
19. Comment tuer son avocat (How to Murder Your Lawyer)
20. Tournage meurtrier (Death in the Daytime)
21. Une nounou pas comme les autres (Naked Babes)
22. Le Divin Enfant (My Baby is Out of this World)

### Troisième saison (1995-1996)
1. Meurtre en toute innocence (An Innocent Murder)
2. Un secret bien gardé (Witness to Murder)
3. Enquête chez les marines (All-American Murder)
4. Meurtre au palais de justice (Murder in the Courthouse)
5. Assassin en cavale [1/2] (Murder on the Run [1/2])
6. Assassin en cavale [2/2] (Murder on the Run [2/2])
7. Blonde comme les blés (Love is Murder)
8. Un médecin en dessous de tout soupçon (Misdiagnosis Murder)
9. Meurtre médicalement assisté (The Pressure to Murder)
10. Vivre dans la rue ça peut être fatal (Living on the Streets Can Be Murder)
11. À qui profite le crime (Murder Murder)
12. Mort au bloc (Murder in the Dark)
13. Meurtre en 35 mm (35 Millimeter Murder)
14. Échanges de bons procédés (The Murder Trade)
15. La Vision du crime (Mind Over Murder)
16. Meurtre pour un best-seller (Murder by the Book)
17. Meurtre en FM (FMurder)
18. Pêche macabre (Left-Handed Murder)

### Quatrième saison (1996-1997)
1. Mon ami, mon tueur (Murder by Friendly Fire)
2. Le meurtre peut être contagieux (Murder Can Be Contagious)
3. Meurtre sous glace (Murder on Thin Ice)
4. Meurtre sous X [1/2] (X Marks the Murder [1/2])
5. Meurtre sous X [2/2] (X Marks the Murder [2/2])
6. Le Crime parfait (A Model Murder)
7. Un meurtre peut en cacher un autre (Murder Can Be Murder)
8. Meurtre à l'explosif (An Explosive Murder)
9. Froide Vengeance (Murder by the Busload)
10. Candidat au meurtre (A Candidate for Murder)
11. L'ABC du meurtre (The ABC's of Murder)
12. Meurtre en famille (Murder in the Family)
13. Le Manuscrit (In Defense of Murder)
14. Un meurtre en mémoire (A History of Murder)
15. Matlock au secours du Dr Sloan [1/2] (Murder Two [1/2])
16. Matlock au secours du Dr Sloan [2/2] (Murder Two [2/2])
17. Vingt ans après (Hard-Boiled Murder)
18. Meurtre sur un air de country (Murder, Country Style)
19. Meurtre sous hypnose (Delusions of Murder)
20. Passion meurtrières (A Passion for Murder)
21. Frères ennemis (Blood Brothers Murder)
22. Le Pont rouge (Physician, Murder Thyself)
23. Meurtre en haute altitude (Murder in the Air)
24. Le Meurtre de la veuve joyeuse (The Merry Widow Murder)
25. Une rencontre tenace (Comedy is Murder)
26. Attentats (The Murder of Mark Sloan)

### Cinquième saison (1997-1998)
1. Un assassin peut en cacher un autre ( Murder Blues)
2. Anniversaire fatal (Open and Shut)
3. Malibu en flamme (Malibu Fire)
4. Haute Sécurité (Deadly Games)
5. Vengeances (Slam-Dunk Dead)
6. Attention aux apparences (Looks Can Kill)
7. Réaction en chaîne [1/2] (Fatal Impact [1/2])
8. Réaction en chaîne [2/2] (Fatal Impact [1/2])
9. Série mortelle (Must Kill TV)
10. Agent secret (Discards)
11. Le Mystère du mime (A Mime is a Terrible Thing to Waste)
12. Sabotage (Down and Dirty Dead)
13. Le Jour du jugement [1/2] (Retribution [1/2])
14. Le Jour du jugement [2/2] (Retribution [1/2])
15. Morts aux urgences (Drill for Death)
16. Tempête sur le canyon (Rain of Terror)
17. Baby boom (Baby Boom)
18. Entretien avec la mort (Talked to Death)
19. À l'école du meurtre (An Education in Murder)
20. Sortie de piste (Murder at the Finish Line)
21. Un serment à tenir (First Do No Harm)
22. Pile ou Face (Promises to Keep)
23. Problème à traiter (Food Fight)
24. Obsession [1/2] (Obsession [1/2])
25. Obsession [2/2] (Obsession [2/2])

### Sixième saison (1998-1999)
1. Résurrection [1/2] (Résurrection [1/2])
2. Résurrection [2/2] (Résurrection [2/2])
3. Pour le meilleur et pour le pire (Till Death Do Us Part)
4. Erreur sur la personne (Wrong Number)
5. Cobaye (Blood Will Out)
6. Disparition (Alienated)
7. Panne d'inspiration (Write, She Murdered)
8. Fenêtres sur réseau (Rear Windows '98)
9. Les Fantômes du passé (The Last Resort)
10. Assurances tous meurtres (Murder x 4)
11. Eaux troubles (Dead in the Water)
12. Qui est qui ? (Trapped in Paradise)
13. Affaire non classée (Voices Carry)
14. Meurtre en suite (Murder, My Suite)
15. L'Heure juste (Murder on the Hour)
16. Meurtre par procuration (Rescue Me)
17. Dette mortelle (Down Among the Dead Men)
18. À coups de poing (Never Say Die)
19. Indice d'écoute [1/2] (Trash TV [1/2])
20. Indice d'écoute [2/2] (Trash TV [2/2])
21. Don d'organes (Blood Ties)
22. Dernières Volontés (Today is the Last Day of the Rest of My Life)

### Septième saison (1999-2000)
1. Panier de crabes (The Roast)
2. Un long sommeil (Sleeping Murder)
3. Trois pièces d'or (Bringing Up Barbie)
4. Études de meurtre (Murder at Midterm)
5. Les Idylles (The Flame)
6. Meurtres sur ordonnance (The Killer Within)
7. Le Sosie [1/2] (Gangland [1/2])
8. Le Sosie [2/2] (Gangland [2/2])
9. La Voix qui gronde (The Mouth That Roared)
10. Les Sept Péchés capitaux (The Seven Deadly Sins)
11. À votre bon cœur (Santa Claude)
12. Par-dessus bord (Man Overboard)
13. Le Justicier (Frontier Dad)
14. La Cuisine qui tue (Too Many Cooks)
15. Épouses et Maîtresses (Jake's Women)
16. La Voix qui tue (Murder by Remote)
17. Chantage amoureux (Teacher's Pet)
18. Ainsi va la mort (The Unluckiest Bachelor in L.A.)
19. Paix à son âme (A Resting Place)
20. L'Arme à gauche (Murder at BBQ Bob's)
21. L'Oiseau du malheur (Two Birds With One Sloan)
22. Le Chant du cygne (Swan Song)
23. Madame Malibu [1/2] (Out of the Past [1/2])
24. Madame Malibu [2/2] (Out of the Past [2/2])

### Huitième saison (2000-2001)
1. Morts sur mesure (Death By Design)
2. La Canne blanche (Blind Man's Bluff)
3. Dans la peau de l'autre (Sleight-of-Hand)
4. L'Anagramme qui tue (By Reason of Insanity)
5. Un inspecteur patient (The Patient Detective)
6. Un amour de jeunesse (The Cradle Will Rock)
7. La Maison torride (Hot House)
8. Défilé de mort (All Dressed Up and Nowhere to Die)
9. Le Poids du passé (Confession)
10. Aux frontières de la mort (Playing God)
11. Plus jeune que moi tu meurs (Less Than Zero)
12. Échec et mat [1/2] (Sins Of The Father [1/2])
13. Échec et mat [2/2] (Sins Of The Father [2/2])
14. La Dette (You Bet Your Life)
15. Tel père, tel fils (Bachelor Fathers)
16. L'Héritage (Being of Sound Mind)
17. Danse fatale (Dance Of Danger)
18. Passage à l'ouest (The Red's Shoes)
19. Qui a tué Laurie Wilkins ? (No Good Deed)
20. Le Sosie parfait (Deadly Mirage [1/2])
21. Fenêtres sur plage (Deadly Mirage [2/2])
22. Esprit es tu là ? (The Blair Nurse Project)

### Téléfilms (2002)
1. A Town Without Pitty
2. Without Warning

## Produits dérivés

### DVD
- Diagnostic : Meurtre - Saison 1 (3 juin 2008) (ASIN B0017YZIQO)
- Diagnostic : Meurtre - Saison 2 (1er janvier 2009) (ASIN B002G9TW7K)
- Diagnostic : Meurtre - Saison 3 (1er janvier 2009) (ASIN B002G9TW7A)